# Copa del Rey de hockey hielo 2015
La XVIII edición de la Copa del Rey de hockey hielo se celebró entre el 17 y el 18 de enero de 2015, en el Pabellón de Hielo de Jaca.
En ella participaron los dos primeros clasificados de cada grupo de la Superliga Española de Hockey Hielo al término de la primera fase, y fueron CG Puigcerdà, FC Barcelona, CH Txuri-Urdin y CH Jaca.
Este campeonato se jugó con el formato "final four" (a partido único en semifinales y final), donde el primer clasificado de un grupo se enfrenta al segundo clasificado del otro grupo y los vencedores juegan la final.

## Eliminatorias
|  | Semifinales    | Semifinales    | Semifinales  |              |              | Final        | Final | Final |  |
|  |                |                |              |              |              |              |       |       |  |
|  |                |                |              |              |              |              |       |       |  |
|  | CH Txuri-Urdin | CH Txuri-Urdin | 6            |              |              |              |       |       |  |
|  | CH Txuri-Urdin | CH Txuri-Urdin | 6            |              |              |              |       |       |  |
|  | FC Barcelona   | FC Barcelona   | 7 (Pr)       |              |              |              |       |       |  |
|  | FC Barcelona   | FC Barcelona   | 7 (Pr)       |              | FC Barcelona | FC Barcelona | 6     |       |  |
|  |                |                |              |              | FC Barcelona | FC Barcelona | 6     |       |  |
|  |                |                | CG Puigcerdà | CG Puigcerdà | 2            |              |       |       |  |
|  | CG Puigcerdà   | CG Puigcerdà   | CG Puigcerdà | CG Puigcerdà | 2            | 5            |       |       |  |
|  | CG Puigcerdà   | CG Puigcerdà   |              |              |              | 5            |       |       |  |
|  | CH Jaca        | CH Jaca        | 3            |              |              |              |       |       |  |
|  | CH Jaca        | CH Jaca        | 3            |              |              |              |       |       |  |
|  |                |                |              |              |              |              |       |       |  |

| Campeón                 |
| FC Barcelona 5.º título |

- Datos: Q25401253